# اندرسون پاک
براندون پاک اندرسون (زادهٔ ۸ فوریه ۱۹۸۶)، معروف به اندرسون پاک (‎/pæk, pɑːk/‎) خواننده رپ، خواننده، ترانه‌سرا، تهیه‌کننده موسیقی اهل آکسنارد، کالیفرنیا، ایالات متحده است. در شصت و یکمین مراسم جایزه گرمی، پاک با ترانه «بابلین» اولین جایزه گرمی خود را برای بهترین اجرای رپ به دست آورد. وی بار دیگر در سال ۲۰۲۰ جایزه گرمی را برای «بهترین آلبوم آراندبی» برای ترانه «ونتورا» و دیگری برای بهترین اجرای آراندبی را برای به «به خانه بیا» (با حضور آندره ۳۰۰۰) برنده شد.
اندرسون جدا از حرفه انفرادی، در سال ۲۰۱۵ در کنار تهیه‌کننده موسیقی نالج، گروه دو نفره ان‌ایکس وریس را تشکیل داد. او اغلب به همراه گروه فری نشنالز همراه است که سازهای مختلفی مانند گیتار الکتریک، باس، پیانو، کیبورد و طبل را می‌نوازد و همچنین به عنوان خواننده بک نیز فعالیت می‌کند. در سال ۲۰۲۱، او یک گروه دونفره به نام اسکیل سونیک به همراه برونو مارس تشکیل داد.

## اوایل زندگی
براندون پاک اندرسون در ۸ فوریه ۱۹۸۶ در سنت جان در آکسنارد، کالیفرنیا متولد شد. نژاد او، آمریکایی آفریقایی و کره ای است. مادر آندرسون در جنگ کره در کره جنوبی از یک زن کره ای و یک سرباز آفریقایی آمریکایی متولد شد. او ابتدا توسط پدربزرگ و مادربزرگ کره ای خود بزرگ شد، قبل از اینکه در یتیم خانه ای نگهداری شود و سپس توسط یک خانواده آمریکایی که در لس آنجلس زندگی می‌کرد، به فرزندی پذیرفته شد.

## حرفه

### ۲۰۰۹–۲۰۱۳: آغاز کار
اندرسون از زمان نوجوانی، هنگام تحصیل در دبیرستان فناوری فوتهیل، از اتاق خواب خود شروع به تهیه موسیقی کرد. اولین تجربه‌های او در اجرا درامر کلیسای خانواده اش بود. در سال ۲۰۱۱، اندرسون قبل از اینکه یک موسیقی‌دان شود، پس از اخراج از کار در یک مزرعه ماری جوانا در سانتا باربارا، با همسر و پسر نوزادش بی خانمان شد. وی در سال ۲۰۱۱ کار خود را به‌عنوان یک تهیه‌کننده موسیقی آغاز کرد.